# Акватлон (підводна боротьба)
Акватлон (лат. aqua — вода, грец. αθλον — боротьба) — боротьба у воді й під водою. Її винайшов Ігор Островський на початку 1980-х років у Москві.

## Історія
1982 року відбулися перші змагання з акватлону. 1984 року при Московському технологічному університеті був відкритий перший клуб «Акватлон». В 1990 році була створена комісія акватлона при Федерації підводного спорту СРСР. Головою став Леонід Єлісєєв. 1993 року в Москві пройшли перші міжнародні змагання — товариська зустріч акватлоністів Росії, України та Ізраїлю.
У 1996 році була створена Міжнародна асоціація акватлону. 1999 року Всесвітня конфедерація підводної діяльності (CMAS) офіційно визнала акватлон і ухвалила рішення про створення спеціальної робочої групи. 2002 року в Щокіно відбувся перший чемпіонат Європи.
2008 року в місті Хургада (Єгипет) Генеральна асамблея CMAS визнала акватлон офіційною дисципліною підводного спорту. В 2009 році в Санкт-Петербурзі відбувся перший під егідою CMAS Кубок Світу з акватлону. 2010 року пройшов перший під егідою CMAS чемпіонат Європи з акватлону в Казані.

## Різновиди
- Спортивний — поєдинок двох спортсменів, що перебувають у воді, з метою заволодіти стрічкою суперника, закріпленій на його щиколотці;
- Бойовий — включає в себе прийоми володіння ножем, задушливі та больові прийоми. Застосовується при підготовці рятувальників і бійців загонів спеціального призначення;
- Гімнастичний — вправи підводної гімнастики та акробатики, а також вправи на спеціальних підводних тренажерах[2].

## Правила спортивного Акватлону
Ринг — басейн розміром 5 × 5 м і глибиною від 2 до 6 метрів. На дні, по краях рингу, розташовані ворота — два кільця діаметром 1 м.
Спорядження спортсменів:
- Маска для підводного плавання;
- Ласти;
- Дві манжети довжиною 40-50 см і шириною 5-6 см, закріплені на щиколотках;
- Дві стрічки довжиною 20-25 см і шириною 2 см, прикріплені до манжетів із зовнішнього боку щиколотки.

Боротьба проходить під водою і на поверхні, дозволяється виринати та вдихати. Поєдинок складається з 3 раундів по 30 секунд з перервами не менше 1,5 хвилин. Протягом 6 секунд після початку раунду спортсмени повинні пройти у ворота рингу. За це спортсмен отримує 1 очко. Можна перешкоджати входженню в ринг свого противника. Той, хто не впустить суперника в ринг протягом 6 секунд, виграє раунд з рахунком 1: 0.
Інший спосіб виграти раунд полягає в тому, щоб зірвати одну зі стрічок суперника та першим показати її на поверхні всередині рингу. За це спортсмен отримує 2 очки і йому присвоюється перемога в раунді.
Заборонено:
- завдавати ударів;
- застосовувати задушливі та больові прийоми;
- навмисне зривати спорядження суперника;
- зривати свої стрічки;
- виривати стрічку з рук суперника.

Дотримання правил і безпеку спортсменів забезпечують судді, що спостерігають за ходом поєдинку.

## Ефект занять
Акватлон розвиває координацію, спритність, володіння своїм тілом на поверхні води й під водою, підвищує адаптацію людини до водного середовища, розвиває здатність до затримки дихання. Є видовищним та азартним видом спорту. Застосування елементів акватлону для навчання плаванню та пірнанню дає гарні результати.